# Государственный архив Херсонской области
Государственный архив Херсонской области — основное архивное учреждение Херсонской области.

## История
Изменения названия архива:
- Уездная особая архивная комиссия (1921—1925)
- Окружное архивное управление (1925—1930)
- Местное архивное управление (1930—1932)
- Херсонский государственный исторический архив (1932—1938)
- Филиал Николаевского областного государственного архива (1938—1944)
- Государственный архив Херсонской области (1944—1958)
- Херсонский областной государственный архив (1958—1980)
- Государственный архив Херсонской области (с 1980 года)[1].

## Фонд
Научный интерес для изучения истории заселения Юга Украины имеет фонд Херсонской губернской чертежной за 1769—1922 года, в котором содержатся сведения о заселении и освоении края, отвод земель царским сановникам, офицерам, колонистам, бывшим запорожцам. Важным дополнением к фонду Херсонской губернской чертежной есть коллекция карт и чертежей, в которой отражены все этапы заселения края и развитие форм землепользования.
Непоправимые потери нанесла архиву Вторая мировая война: полностью утрачено 302 фонда, 301 718 единиц хранения, 436 единиц отдельных библиотечных изданий, вся периодическая печать.
В архиве хранятся фонды учреждений и организаций периода нацистской оккупации 1941—1944 годов, комиссий по расследованию преступлений, совершенных нацистскими оккупантами во время Второй мировой войны, сведения об убытках.
С 1959 года архив области комплектуется фотодокументами от 1905 года. В фотодокументах зафиксированы внешний вид улиц, парков, мостов, предприятий, отдельных зданий дореволюционного и современного Херсона; есть документы, отражающие переправу через Днепр частей Красной Армии, форсирование Сиваша, негативы на стекле херсонского фотографа Петражицкого А. С. и прочие.
В архиве хранятся следующие фонды:
- 3 343 фондов, 790 850 личных дел за 1721—2008 года;
- 87 единиц научно-технической документации за 1969—1992 года;
- 882 единиц кинодокументов за 1966—1992 года;
- 30 000 единиц фотодокументов за 1905—2007 года;
- 463 единиц фонодокументов за 1966—2008 года;
- 110 единиц видеодокументов за 1989—2007 года.

В фонде библиотеки архива находятся: полное собрание законов Российской империи, собрание распоряжений Сената, стенографические отчеты и доклады Государственной думы, епархиальные ведомости, отчеты Херсонского и Таврического губернского земств, Херсонской и Днепровской уездных земских управ, статистически-экономические обзоры, сельскохозяйственные хроники, документы оценки земель уездов Херсонской губернии, печатные издания Херсонской городской думы. Среди книг — справочные издания: энциклопедии, словари, справочники, в том числе по административно-территориального деления Херсонской губернии, округа, области, путеводители по государственным архивам, краеведческая литература. Общий фонд библиотеки архива составляет 8 649 книг и брошюр за 1830—1998 года.